# 파러파크역

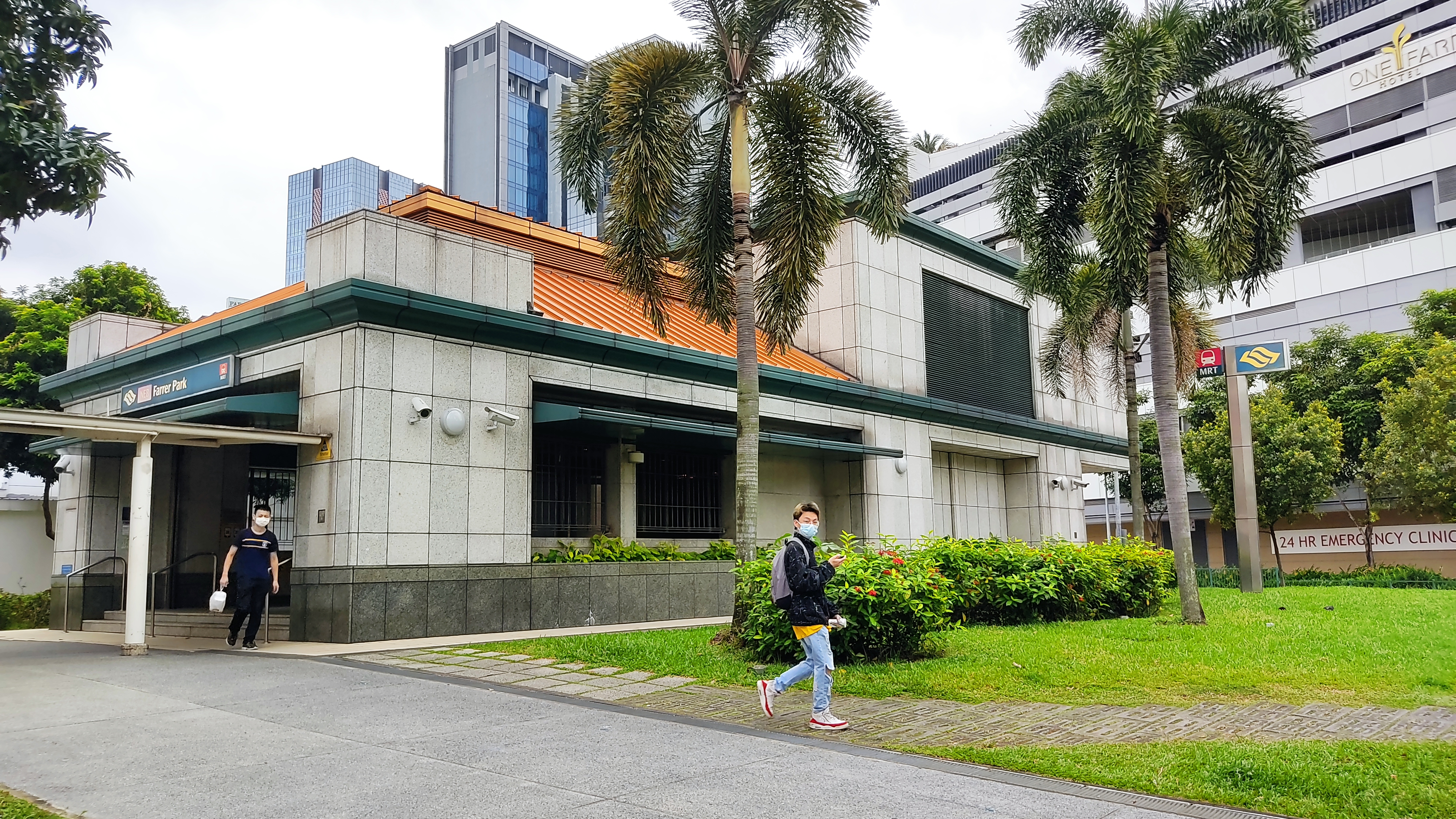

파러파크역(Farrer Park MRT station)은 싱가포르의 칼랑 및 로코르 계획 지역 경계에 위치한 북동선을 따라 있는 지하 MRT(Mass Rapid Transit) 역이다. 리틀인디아의 소수 민족 지역을 담당하는 두 역 중 하나이다. 이 역은 통합 병원(Farrer Park Hospital)과 호텔 단지(One Farrer Hotel)인 커넥션(Connexion) 건물 아래에 있다.
파러파크는 1919년부터 1931년까지 시 위원이었던 존 파러(John Farrer)의 이름을 따서 명명되었다.